# 하야마 히로아키
하야마 히로아키(일본어: 葉山 拓亮, 1974년 6월 22일 ~ )는 구마모토현 출신의 일본의 작사가, 작곡가, 편곡가이자 음악제작 프로듀서이다. 애칭은 《하야맛치(일본어: 葉山っち, はやまっち)》이며, 현재 그룹 Tourbillon의 멤버로, 키보드, 작사, 작곡, 편곡을 담당하고 있다. 취미는 영화감상, 좋아하는 스포츠는 농구이다.

## 인물
- 부모님이 클래식 음악을 좋아해서 그 영향으로 3살 때 피아노를 배우기 시작하였다. 피아노 이외에도 바이올린, 전자 오르간을 배웠다.
- 초등학생 때부터 작곡을 하기 시작하였으며, 14살 때까지 여러 가지 콩쿠르에 출전하였다.
- 고등학생 때 본격적으로 작곡을 하였으며, 자신의 오리지널 곡을 만들었으며, 500곡을 만들었다.
- 고등학교 졸업 후에는 밴드 활동, 서포트 멤버 활동을 거쳐서 자신의 오리지널 데모 테이프가 우연히 프로듀서의 손으로 건네졌으며, 완성도 높은 음악성이 공감을 불러 일으켜 주목을 받게 되었고, 그 후, 작곡활동에서 데모 제작을 계속하였다.
- 1997년에는 3인조 혼성그룹 D-루프를 결성하여 데뷔하였으며, 작사,작곡,편곡,키보드를 담당하였다. 싱글판매량이 30만장 이상을 기록하면서 인기를 얻게 되었다. 1998년에는 4번째 싱글과 정규앨범이 발매예정이었으나, D-루프는 활동중단하게 되었다.
- D-루프의 활동중단 후에는 작곡,프로듀스활동을 본격적으로 시작하였으며, 주로 치넨 리나, 미즈키 아리사, 시마부쿠로 히로코(hiro), 이마이 에리코, 윈즈(w-inds.), 아무로 나미에 등의 작품에 참가하였다.
- 2004년에는 활동중단한 D-루프를 2인조로 재편성하여 6년 만에 활동을 재개하였으며, 싱글 1장, 앨범 1장을 발매함으로써 D-루프의 활동이 종료되었다. 그 후에는 LUNA SEA의 멤버였던 INORAN, RYUICHI(카와무라 류이치)를 만나 2005년에 3인조 밴드 "Tourbillon"을 결성하였다.
- 2005년 7월에는 Tourbillon의 일본 무도관에서의 공연으로 활동을 본격적으로 시작하였으며, 현재에도 Tourbillon의 음반 발매, 아티스트 프로듀스 활동을 계속하고 있다.

## 악곡제공작품
※주의： 발매일은 일본에서의 것이다.
| 발매일    | 가수              | 제목                                                                       | 작사                            | 작곡             | 편곡                             | 수록작품                                                                       |  |
| 1997년    |                   |                                                                            |                                 |                  |                                  |                                                                                |  |
| 5월 8일   | D-루프            | Just place of Love                                                         | 이이즈카 마스미,하야마 히로아키 | 하야마 히로아키  | 하야마 히로아키                  | 《Just place of Love》                                                         |  |
| 5월 8일   | D-루프            | Bodycation                                                                 | 에비네 유코                     | 하야마 히로아키  | 하야마 히로아키                  | 《Just place of Love》                                                         |  |
| 10월 22일 | D-루프            | Sign of Destiny                                                            | 이이즈카 마스미                 | 하야마 히로아키  | 하야마 히로아키                  | 《Love me tender》                                                             |  |
| 1998년    |                   |                                                                            |                                 |                  |                                  |                                                                                |  |
| 2월 11일  | D-루프            | GLORY DAYS                                                                 | 이이즈카 마스미                 | 하야마 히로아키  | 하야마 히로아키                  | 《GLORY DAYS》                                                                 |  |
| 2월 11일  | D-루프            | Change your life                                                           | 하야마 히로아키                 | 하야마 히로아키  | 하야마 히로아키                  | 《GLORY DAYS》                                                                 |  |
| 4월 15일  | 치넨 리나         | Wing                                                                       | 모리 히로미                     | 하야마 히로아키  | 하야마 히로아키                  | 《Wing》                                                                       |  |
| 5월 27일  | 미즈키 아리사     | Through the Season                                                         | 에비네 유코                     | 하야마 히로아키  | 하야마 히로아키                  | 《Through the Season》                                                         |  |
| 6월 10일  | 치넨 리나         | Road                                                                       | 모리 히로미                     | 하야마 히로아키  | 하야마 히로아키                  | 《Growing》                                                                    |  |
| 6월 10일  | 치넨 리나         | Hard Rain                                                                  | 모리 히로미                     | 하야마 히로아키  | 하야마 히로아키                  | 《Growing》                                                                    |  |
| 6월 10일  | 치넨 리나         | Home~그리운 창문(なつかしい窓)~                                            | 모리 히로미                     | 하야마 히로아키  | 하야마 히로아키                  | 《Growing》                                                                    |  |
| 6월 10일  | 치넨 리나         | Lovers ~순애(純愛)~                                                        | 모리 히로미                     | 하야마 히로아키  | 하야마 히로아키                  | 《Growing》                                                                    |  |
| 6월 10일  | 치넨 리나         | Lost World                                                                 | 모리 히로미                     | 하야마 히로아키  | 하야마 히로아키                  | 《Growing》                                                                    |  |
| 6월 10일  | 치넨 리나         | Moonlight~채워지는 마음(満ちてく気持ち)~                                   | 모리 히로미                     | 하야마 히로아키  | 하야마 히로아키                  | 《Growing》                                                                    |  |
| 7월 15일  | 치넨 리나         | Be yourself                                                                | 모리 히로미                     | 하야마 히로아키  | 하야마 히로아키                  | 《Be yourself》                                                                |  |
| 7월 15일  | 치넨 리나         | Heart of voice                                                             | 모리 히로미                     | 하야마 히로아키  | 하야마 히로아키                  | 《Be yourself》                                                                |  |
| 1999년    |                   |                                                                            |                                 |                  |                                  |                                                                                |  |
| 3월 31일  | 치넨 리나         | EVERYTHING                                                                 | 시라미네 미츠코                 | 하야마 히로아키  | 하야마 히로아키                  | 《GOD BLESS THE WORLD》                                                        |  |
| 4월 28일  | 미즈키 아리사     | Eternal Message                                                            | 에비네 유코                     | 하야마 히로아키  | 하야마 히로아키                  | 「Eternal Message」                                                            |  |
| 5월 19일  | AN-J              | 그 시절처럼(あの頃のように)                                                | 마츠모토 리에                   | 하야마 히로아키  | 하야마 히로아키                  | 《미소가 보이는 장소(笑顔が見える場所)~I WANNA GO》                            |  |
| 6월 23일  | 치넨 리나         | Reset                                                                      | 모리 히로미                     | 하야마 히로아키  | 하야마 히로아키                  | 《Be Proud》                                                                   |  |
| 9월 15일  | AN-J              | What's going on                                                            | 츠치야 나츠키                   | 하야마 히로아키  | 하야마 히로아키                  | 《What's going on》                                                            |  |
| 9월 29일  | 치넨 리나         | IN YOUR EYES                                                               | 모리 히로미                     | 하야마 히로아키  | 하야마 히로아키                  | 《IN YOUR EYES》                                                               |  |
| 2000년    |                   |                                                                            |                                 |                  |                                  |                                                                                |  |
| 3월 15일  | 핫탄 아미카       | CHECK MY SIGN                                                              | 하야마 히로아키                 | 하야마 히로아키  | 하야마 히로아키                  | 《CHECK MY SIGN》                                                              |  |
| 5월 10일  | 미즈키 아리사     | SHAKE LOVE                                                                 | 아쿠츠 켄타로                   | 하야마 히로아키  | 하야마 히로아키                  | 《BREAK ALL DAY!》                                                             |  |
| 8월 30일  | 핫탄 아미카       | NEXT TO YOU                                                                | 마츠이 고로                     | 하야마 히로아키  | 하야마 히로아키                  | 《NEXT TO YOU》                                                                |  |
| 8월 30일  | 핫탄 아미카       | NEVER GONNA LEAVE YOU                                                      | 아쿠츠 켄타로                   | 하야마 히로아키  | 하야마 히로아키                  | 《NEXT TO YOU》                                                                |  |
| 10월 25일 | 시마부쿠로 히로코 | Treasure                                                                   | 하야마 히로아키                 | 하야마 히로아키  | 하야마 히로아키                  | 《Treasure》                                                                   |  |
| 10월 25일 | 시마부쿠로 히로코 | Secret Promise                                                             | 하야마 히로아키                 | 하야마 히로아키  | 하야마 히로아키                  | 《Treasure》                                                                   |  |
| 10월 25일 | 시마부쿠로 히로코 | Early Passed Time To Winter                                                | 하야마 히로아키                 | 하야마 히로아키  | 하야마 히로아키                  | 《Treasure》                                                                   |  |
| 2001년    |                   |                                                                            |                                 |                  |                                  |                                                                                |  |
| 1월 11일  | 마코토 츠바사     | EDEN ~황혼은 아무것도 이야기 하지 않는다~(EDEN~黄昏はなにも言ってくれない) | 마츠이 고로                     | 하야마 히로아키  | 소가와 토모지                    | 《EDEN ~황혼은 아무것도 이야기 하지 않는다~(EDEN~黄昏はなにも言ってくれない)》 |  |
| 1월 31일  | hiro              | LOOK BACK ON THE TIME                                                      | 하야마 히로아키                 | 하야마 히로아키  | 하야마 히로아키                  | 《BRILLIANT》                                                                  |  |
| 2월 7일   | EARTH             | Is This Love                                                               | 하야마 히로아키                 | 하야마 히로아키  | 하야마 히로아키                  | 《Is This Love》                                                               |  |
| 2월 7일   | EARTH             | Communication                                                              | 하야마 히로아키                 | 하야마 히로아키  | 하야마 히로아키                  | 《Is This Love》                                                               |  |
| 2월 28일  | AN-J              | No More Blues                                                              | 츠치야 나츠키                   | 하야마 히로아키  | 하야마 히로아키                  | 《The First Jade》                                                             |  |
| 2월 28일  | AN-J              | IRON SOUL                                                                  | 모리 히로미                     | 하야마 히로아키  | 하야마 히로아키                  | 《The First Jade》                                                             |  |
| 3일 7일   | 이마이 에리코     | identity                                                                   | 하야마 히로아키                 | 하야마 히로아키  | 하야마 히로아키                  | 《identity》                                                                   |  |
| 3일 7일   | 이마이 에리코     | free soul                                                                  | 하야마 히로아키                 | 하야마 히로아키  | 하야마 히로아키                  | 《identity》                                                                   |  |
| 3일 7일   | 이마이 에리코     | place in the sun                                                           | 하야마 히로아키                 | 하야마 히로아키  | 하야마 히로아키                  | 《identity》                                                                   |  |
| 3월 14일  | w-inds.           | Forever Memories                                                           | 하야마 히로아키                 | 하야마 히로아키  | 하야마 히로아키                  | 《Forever Memories》                                                           |  |
| 3월 14일  | w-inds.           | Moon Clock                                                                 | 하야마 히로아키                 | 하야마 히로아키  | 하야마 히로아키                  | 《Forever Memories》                                                           |  |
| 3월 14일  | 핫탄 아미카       | Key of Life                                                                | 하야마 히로아키                 | 하야마 히로아키  | 하야마 히로아키                  | 《GRACE》                                                                      |  |
| 3월 14일  | 핫탄 아미카       | Destiny                                                                    | 하야마 히로아키                 | 하야마 히로아키  | 하야마 히로아키                  | 《GRACE》                                                                      |  |
| 3월 14일  | 핫탄 아미카       | I can be your love                                                         | 하야마 히로아키                 | 하야마 히로아키  | 하야마 히로아키                  | 《GRACE》                                                                      |  |
| 3월 14일  | 핫탄 아미카       | True Face                                                                  | 하야마 히로아키                 | 하야마 히로아키  | 하야마 히로아키                  | 《GRACE》                                                                      |  |
| 3월 14일  | 핫탄 아미카       | Memories                                                                   | Kentaro                         | 하야마 히로아키  | 하야마 히로아키                  | 《GRACE》                                                                      |  |
| 3월 14일  | 핫탄 아미카       | Tell me again                                                              | 하야마 히로아키                 | 하야마 히로아키  | 하야마 히로아키                  | 《GRACE》                                                                      |  |
| 03.28     | EARTH             | History of us                                                              | 하야마 히로아키                 | 하야마 히로아키  | 하야마 히로아키                  | 《Bright Tomorrow》                                                            |  |
| 03.28     | EARTH             | I'm Happy We Met                                                           | 하야마 히로아키                 | 하야마 히로아키  | 하야마 히로아키                  | 《Bright Tomorrow》                                                            |  |
| 03.28     | EARTH             | For No Reason                                                              | 하야마 히로아키                 | 하야마 히로아키  | 하야마 히로아키                  | 《Bright Tomorrow》                                                            |  |
| 5월 16일  | 핫탄 아미카       | To the Light                                                               | Kentaro                         | 하야마 히로아키  | 하야마 히로아키                  | 《To the Light》                                                               |  |
| 5월 16일  | 핫탄 아미카       | Ring To Eternity                                                           | 하야마 히로아키                 | 하야마 히로아키  | 하야마 히로아키                  | 《To the Light》                                                               |  |
| 7월 4일   | w-inds.           | Feel The Fate                                                              | 하야마 히로아키                 | 하야마 히로아키  | 하야마 히로아키                  | 《Feel The Fate》                                                              |  |
| 7월 4일   | w-inds.           | will be there ~사랑하는 마음(恋心)~                                        | 하야마 히로아키                 | 하야마 히로아키  | 하야마 히로아키                  | 《Feel The Fate》                                                              |  |
| 08.01     | hiro              | Your innocence                                                             | 하야마 히로아키                 | 하야마 히로아키  | 하야마 히로아키                  | 《Your innocence》                                                             |  |
| 08.01     | hiro              | Everytime,Everywhere                                                       | 하야마 히로아키                 | 하야마 히로아키  | 하야마 히로아키                  | 《Your innocence》                                                             |  |
| 08.01     | hiro              | Days-언젠가의 풍경(いつかの風景)-                                          | 하야마 히로아키                 | 하야마 히로아키  | 하야마 히로아키                  | 《Your innocence》                                                             |  |
| 8월 8일   | EARTH             | MAKE UP YOUR MIND                                                          | 하야마 히로아키                 | 하야마 히로아키  | 하야마 히로아키                  | 《MAKE UP YOUR MIND》                                                          |  |
| 10월 11일 | EARTH             | Color of Seasons                                                           | 하야마 히로아키                 | 하야마 히로아키  | 하야마 히로아키                  | 《MAKE UP YOUR MIND》                                                          |  |
| 10월 17일 | w-inds.           | Paradox                                                                    | 하야마 히로아키                 | 하야마 히로아키  | 하야마 히로아키                  | 《Paradox》                                                                    |  |
| 10월 17일 | w-inds.           | Somewhere in Time                                                          | 하야마 히로아키                 | 하야마 히로아키  | 하야마 히로아키                  | 《Paradox》                                                                    |  |
| 11.21     | hiro              | Confession                                                                 | 하야마 히로아키                 | 하야마 히로아키  | 하야마 히로아키                  | 《Confession》                                                                 |  |
| 11.21     | hiro              | Next Stage                                                                 | 하야마 히로아키                 | 하야마 히로아키  | 하야마 히로아키                  | 《Confession》                                                                 |  |
| 12.19     | w-inds.           | Winter Story                                                               | 하야마 히로아키                 | 하야마 히로아키  | 하야마 히로아키                  | 《w-inds. ~1st message~》                                                      |  |
| 12.19     | w-inds.           | Endless Moment                                                             | 하야마 히로아키                 | 하야마 히로아키  | 하야마 히로아키                  | 《w-inds. ~1st message~》                                                      |  |
| 12.19     | w-inds.           | New-age Dreams                                                             | 하야마 히로아키                 | 하야마 히로아키  | 하야마 히로아키                  | 《w-inds. ~1st message~》                                                      |  |
| 2002년    |                   |                                                                            |                                 |                  |                                  |                                                                                |  |
| 02.14     | 아무로 나미에     | I WILL                                                                     | 아무로 나미에                   | 하야마 히로아키  | 하야마 히로아키                  | 《I WILL》                                                                     |  |
| 2월 20일  | w-inds.           | try your emotion                                                           | 하야마 히로아키                 | 하야마 히로아키  | 하야마 히로아키                  | 《try your emotion》                                                           |  |
| 2월 20일  | w-inds.           | Graduation                                                                 | 하야마 히로아키                 | 하야마 히로아키  | 하야마 히로아키                  | 《try your emotion》                                                           |  |
| 5월 22일  | w-inds.           | Another Days                                                               | 하야마 히로아키                 | 하야마 히로아키  | 하야마 히로아키                  | 《Another Days》                                                               |  |
| 5월 22일  | w-inds.           | Show me your style                                                         | 하야마 히로아키                 | 하야마 히로아키  | 하야마 히로아키                  | 《Another Days》                                                               |  |
| 7월 10일  | 이마이 에리코     | Our Relation                                                               | 하야마 히로아키                 | 하야마 히로아키  | 하야마 히로아키                  | 《Our Relation》                                                               |  |
| 7월 10일  | 이마이 에리코     | Only For You                                                               | 하야마 히로아키                 | 하야마 히로아키  | 하야마 히로아키                  | 《Our Relation》                                                               |  |
| 7월 17일  | hiro              | Notice my mind                                                             | 시마부쿠로 히로코               | 하야마 히로아키  | 하야마 히로아키                  | 《Notice my mind》                                                             |  |
| 7월 17일  | hiro              | more close, more feel                                                      | 시마부쿠로 히로코               | 하야마 히로아키  | 하야마 히로아키                  | 《Notice my mind》                                                             |  |
| 11월 13일 | w-inds.           | NEW PARADISE                                                               | 하야마 히로아키                 | 하야마 히로아키  | 하야마 히로아키                  | 《NEW PARADISE》 Rap 가사：아쿠츠 켄타로                                       |  |
| 11월 13일 | w-inds.           | Best of My Love                                                            | 하야마 히로아키                 | 하야마 히로아키  | 하야마 히로아키                  | 《NEW PARADISE》                                                               |  |
| 12월 18일 | w-inds.           | Break Down,Build Up                                                        | 하야마 히로아키                 | 하야마 히로아키  | 하야마 히로아키                  | 《w-inds. ~THE SYSTEM OF ALIVE~》                                              |  |
| 12월 18일 | w-inds.           | THE SYSTEM OF ALIVE                                                        | 하야마 히로아키                 | 하야마 히로아키  | 하야마 히로아키                  | 《w-inds. ~THE SYSTEM OF ALIVE~》                                              |  |
| 12월 18일 | w-inds.           | Find Myself                                                                | 하야마 히로아키                 | 하야마 히로아키  | 하야마 히로아키                  | 《w-inds. ~THE SYSTEM OF ALIVE~》                                              |  |
| 12월 18일 | w-inds.           | This Time ~소원(願い)~                                                     | 하야마 히로아키                 | 하야마 히로아키  | 하야마 히로아키                  | 《w-inds. ~THE SYSTEM OF ALIVE~》                                              |  |
| 2003년    |                   |                                                                            |                                 |                  |                                  |                                                                                |  |
| 11월 27일 | SPEED             | Still Blowing                                                              | 하야마 히로아키                 | 하야마 히로아키  | 하야마 히로아키                  | 《BRIDGE》                                                                     |  |
| 2004년    |                   |                                                                            |                                 |                  |                                  |                                                                                |  |
| 03.03     | 카와무라 류이치   | Missing you                                                                | 카와무라 류이치                 | 하야마 히로아키  | 하야마 히로아키                  | 《SPOON/Missing you》                                                          |  |
| 03.10     | D-루프            | Destination ~Single Version~                                               | 하야마 히로아키                 | 하야마 히로아키  | 하야마 히로아키                  | 《Destination》                                                                |  |
| 03.10     | D-루프            | bless our stars                                                            | 하야마 히로아키                 | 하야마 히로아키  | 하야마 히로아키                  | 《Destination》                                                                |  |
| 03.10     | D-루프            | No One Else But You ~Single Version~                                       | MINAMI                          | 하야마 히로아키  | 하야마 히로아키                  | 《Destination》                                                                |  |
| 03.31     | 03                | サクラチル                                                                 | 하야마 히로아키                 | 하야마 히로아키  | 03, 平出悟                       | 《Monster》                                                                    |  |
| 03.31     | 03                | 20세기소년(20世紀少年)                                                     | 03                              | 하야마 히로아키  | 03, 平出悟                       | 《Monster》                                                                    |  |
| 5월 12일  | D-루프            | Style                                                                      | 하야마 히로아키                 | 하야마 히로아키  | 하야마 히로아키                  | 《grace mode》 (NO MORE CRY) Rap 가사：KEN(DA PUMP)                            |  |
| 5월 12일  | D-루프            | Morning Mist                                                               | 하야마 히로아키                 | 하야마 히로아키  | 하야마 히로아키                  | 《grace mode》 (NO MORE CRY) Rap 가사：KEN(DA PUMP)                            |  |
| 5월 12일  | D-루프            | a rainy day                                                                | 하야마 히로아키                 | 하야마 히로아키  | 하야마 히로아키                  | 《grace mode》 (NO MORE CRY) Rap 가사：KEN(DA PUMP)                            |  |
| 5월 12일  | D-루프            | How To Live?                                                               | 하야마 히로아키                 | 하야마 히로아키  | 하야마 히로아키                  | 《grace mode》 (NO MORE CRY) Rap 가사：KEN(DA PUMP)                            |  |
| 5월 12일  | D-루프            | 기적(奇蹟) -truth connected-                                               | 하야마 히로아키                 | 하야마 히로아키  | 하야마 히로아키                  | 《grace mode》 (NO MORE CRY) Rap 가사：KEN(DA PUMP)                            |  |
| 5월 12일  | D-루프            | NO MORE CRY                                                                | 하야마 히로아키                 | 하야마 히로아키  | 하야마 히로아키                  | 《grace mode》 (NO MORE CRY) Rap 가사：KEN(DA PUMP)                            |  |
| 5월 12일  | D-루프            | I'm Happy We Met ~respect&love the earth~                                  | 하야마 히로아키                 | 하야마 히로아키  | 하야마 히로아키                  | 《grace mode》 (NO MORE CRY) Rap 가사：KEN(DA PUMP)                            |  |
| 09.29     | Rin'              | 紅                                                                         | 마츠이 고로                     | 하야마 히로아키  | 나카무라 진                      | 《비조(飛鳥)》                                                                 |  |
| 10.06     | w-inds.           | 사계(四季)                                                                 | 하야마 히로아키                 | 하야마 히로아키  | 하야마 히로아키                  | 《사계(四季)》                                                                 |  |
| 12.15     | 핫탄 아미카       | TRAP                                                                       | 하야마 히로아키                 | 하야마 히로아키  | 하야마 히로아키                  | 《TRAP》                                                                       |  |
| 12.15     | 핫탄 아미카       | 천의 Kiss(千のkiss)                                                        | 하야마 히로아키                 | 하야마 히로아키  | 하야마 히로아키                  | 《TRAP》                                                                       |  |
| 2005년    |                   |                                                                            |                                 |                  |                                  |                                                                                |  |
| 09.07     | Tourbillon        | HEAVEN                                                                     | H.Hayama                        | H.Hayama         | Tourbillon                       | 《HEAVEN》                                                                     |  |
| 09.07     | Tourbillon        | Crisis of my life                                                          | RYUICHI                         | RYUICHI H.Hayama |                                  | 《HEAVEN》                                                                     |  |
| 11.30     | Tourbillon        | 장미는 날리기 위해서(バラは散る為に)                                       | RYUICHI                         | H.Hayama         |                                  | 《HEAVEN》                                                                     |  |
| 11.30     | Tourbillon        | 화(華)                                                                     | RYUICHI                         | H.Hayama         | Tourbillon                       | 《HEAVEN》                                                                     |  |
| 11.30     | Tourbillon        | fight                                                                      | RYUICHI                         | RYUICHI H.Hayama | Tourbillon                       | 《HEAVEN》                                                                     |  |
| 11.30     | Tourbillon        | 물과 바람과 그대와…(水と風と君と…)                                         | RYUICHI                         | H.Hayama         | Tourbillon                       | 《HEAVEN》                                                                     |  |
| 2006年    |                   |                                                                            |                                 |                  |                                  |                                                                                |  |
| 01.11     | 나카노모리 BAND   | new world                                                                  | 하야마 히로아키                 | 하야마 히로아키  | 하야마 히로아키, 나카노모리 BAND | 《OH MY DARLIN' ~Girls having Fun~》                                           |  |
| 03.01     | 타카하시 히토미   | 약속(約束)                                                                 | 타카하시 히토미 하야마 히로아키 | 하야마 히로아키  | 하야마 히로아키                  | 《sympathy》                                                                   |  |
| 03.15     | w-inds.           | LIGHT                                                                      | 하야마 히로아키                 | 하야마 히로아키  | 하야마 히로아키                  | 《THANKS》                                                                     |  |
| 08.02     | Tourbillon        | アゲハ                                                                     | RYUICHI                         | H.Hayama         | Tourbillon                       | 《アゲハ/selfish》                                                             |  |
| 11.08     | Tourbillon        | Nameless Greenness                                                         | H.Hayama                        | H.Hayama         | Tourbillon                       | 《A Tide of New Era》                                                          |  |
| 11.08     | Tourbillon        | I'm just a Mermaid                                                         | H.Hayama                        | H.Hayama         | Tourbillon                       | 《A Tide of New Era》                                                          |  |
| 11.08     | Tourbillon        | 잠든 숲의 그대(眠りの森の君)                                               | RYUICHI                         | H.HAYAMA         | Tourbillon                       | 《A Tide of New Era》                                                          |  |
| 2007年    |                   |                                                                            |                                 |                  |                                  |                                                                                |  |
| 03.07     | w-inds.           | 메시지(メッセージ)                                                         | 하야마 히로아키                 | 하야마 히로아키  | 하야마 히로아키                  | 《Journey》                                                                    |  |
| 5월 30일  | 우에토 아야       | SAVE ME                                                                    | 하야마 히로아키                 | 하야마 히로아키  | 하야마 히로아키                  | 《눈물의 무지개(涙の虹)/SAVE ME》                                              |  |
| 5월 30일  | 타니무라 나나     | Again                                                                      | 하야마 히로아키                 | 하야마 히로아키  | 하야마 히로아키                  | 《Again》                                                                      |  |
| 5월 30일  | 타니무라 나나     | 눈동자 속의 집단(瞳の中のモラル)                                           | 하야마 히로아키                 | 하야마 히로아키  | 하야마 히로아키                  | 《Again》                                                                      |  |
| 6월 20일  | 카와무라 류이치   | Landscape                                                                  | 하야마 히로아키                 | 하야마 히로아키  | 하야마 히로아키                  | 《Orange》                                                                     |  |
| 2008년    |                   |                                                                            |                                 |                  |                                  |                                                                                |  |
| 2월 13일  | MAX               | a special day                                                              | 하야마 히로아키                 | 하야마 히로아키  | 하야마 히로아키                  | V.A.《VISION FACTORY presents〈SPRING HARMONY〉》                              |  |
| 7월 2일   | w-inds.           | Hand in Hand                                                               | 아쿠츠 켄타로                   | 하야마 히로아키  | Koma2 Kaz                        | 《Seventh Ave.》                                                               |  |
| 12월 3일  | YVE               | MY SPACE                                                                   | YVE                             | 하야마 히로아키  | 하야마 히로아키                  | 《MY SPACE》                                                                   |  |
| 12월 3일  | YVE               | Kira Kira                                                                  | 하야마 히로아키                 | 하야마 히로아키  | 하야마 히로아키                  | 《MY SPACE》                                                                   |  |
| 2009년    |                   |                                                                            |                                 |                  |                                  |                                                                                |  |
| 2월 11일  | 카마다 히카리     | 벚꽃나무 아래서(桜の下で)                                                  | 하야마 히로아키                 | 하야마 히로아키  | 카가와 다이키                    | 《WISH》                                                                       |  |

## 작사제공
| 발매일 | 가수   | 제목           | 작사            | 작곡   | 편곡   | 수록싱글,앨범  | 비고 |
| 2008年 |        |                |                 |        |        |                |      |
| 09.24  | INORAN | 천년꽃(千年花) | 하야마 히로아키 | INORAN | INORAN | 《apocalypse》 |      |

## 편곡참가작품
| 발매일    | 가수            | 제목                                                | 작사                | 작곡            | 편곡                            | 수록작품                                                          | 비고                                            |
| 1999년    |                 |                                                     |                     |                 |                                 |                                                                   |                                                 |
| 2월 3일   | 미즈키 아리사   | 아침해가 들어오는 다리(朝陽のあたる橋)              | 모리 히로미         | T2ya            | 하야마 히로아키                 | 《아침해가 들어오는 다리(朝陽のあたる橋)》                        | CX계 드라마《천사의 일(天使のお仕事)》주제가    |
| 4월 28일  | 미즈키 아리사   | I NEED YOU                                          | 마마 료             | 아라키 마사히코 | 하야마 히로아키                 | 「Eternal Message」                                               |                                                 |
| 6 월23일  | 오기노메 요코   | WE'LL BE TOGETHER                                   | 오기노메 요코       | Steve Barakatt  | 하야마 히로아키                 | 「WE'LL BE TOGETHER」                                             | NTV계《知ってるつもり!?》테마 곡                |
| 2000년    |                 |                                                     |                     |                 |                                 |                                                                   |                                                 |
| 3월 15일  | 핫탄 아미카     | Pure Feeling                                        | Haruka              | 야마토 쿠니히사 | 카와베 켄지                     | 「CHECK MY SIGN」                                                 | Chorus Arrange：하야마 히로아키                 |
| 2003年    |                 |                                                     |                     |                 |                                 |                                                                   |                                                 |
| 07.31     | 카와무라 유미   | KUMAKOI六調子                                       | 미상                | 미상            | 하야마 히로아키                 | 《KUMAKOI六調子》                                                 |                                                 |
| 2004年    |                 |                                                     |                     |                 |                                 |                                                                   |                                                 |
| 04.07     | 카와무라 류이치 | 각성(覚醒)                                          | 카와무라 류이치     | 카와무라 류이치 | 하야마 히로아키                 | 《VANILLA》 (スクランブルマーチ) Strings Arrange：하시모토 아유미 |                                                 |
| 04.07     | 카와무라 류이치 | CHANGES                                             | 카와무라 류이치     | 카와무라 류이치 | 하야마 히로아키                 | 《VANILLA》 (スクランブルマーチ) Strings Arrange：하시모토 아유미 |                                                 |
| 04.07     | 카와무라 류이치 | バニラのコート                                      | 카와무라 류이치     | 카와무라 류이치 | 하야마 히로아키                 | 《VANILLA》 (スクランブルマーチ) Strings Arrange：하시모토 아유미 |                                                 |
| 04.07     | 카와무라 류이치 | はね                                                | 카와무라 류이치     | 카와무라 류이치 | 하야마 히로아키                 | 《VANILLA》 (スクランブルマーチ) Strings Arrange：하시모토 아유미 |                                                 |
| 04.07     | 카와무라 류이치 | 傷                                                  | 카와무라 류이치     | 카와무라 류이치 | 하야마 히로아키                 | 《VANILLA》 (スクランブルマーチ) Strings Arrange：하시모토 아유미 |                                                 |
| 04.07     | 카와무라 류이치 | chocolate Heart(チョコレートハート)                 | 카와무라 류이치     | 카와무라 류이치 | 하야마 히로아키                 | 《VANILLA》 (スクランブルマーチ) Strings Arrange：하시모토 아유미 |                                                 |
| 04.07     | 카와무라 류이치 | Schoolrumble Match(スクランブルマーチ)              | 카와무라 류이치     | 카와무라 류이치 | 하야마 히로아키                 | 《VANILLA》 (スクランブルマーチ) Strings Arrange：하시모토 아유미 |                                                 |
| 2005년    |                 |                                                     |                     |                 |                                 |                                                                   |                                                 |
| 11.23     | 나카노모리 BAND | 생각대로(想いのままに)                              | 카와무라 류이치     | 카와무라 류이치 | 하야마 히로아키,나카노모리 BAND | 「Oh My Darlin' 」                                                | Additional Guitar Play：INORAN                  |
| 03.07     | 사사가와 미와   | 얼음사탕(氷砂糖)                                    | 사사가와 미와       | 사사가와 미와   | INORAN,하야마 히로아키          | 「해매지 않고(まよいなく)」                                       |                                                 |
| 03.07     | 사사가와 미와   | 빌립니디ㅏ(拝借)                                    | 사사가와 미와       | 사사가와 미와   | INORAN,하야마 히로아키          | 「해매지 않고(まよいなく)」                                       |                                                 |
| 03.07     | 사사가와 미와   | 좋아하듯이(好きな様に)                              | 사사가와 미와       | 사사가와 미와   | INORAN,하야마 히로아키          | 「해매지 않고(まよいなく)」                                       |                                                 |
| 2007年    |                 |                                                     |                     |                 |                                 |                                                                   |                                                 |
| 3월 7일   | 카와무라 류이치 | 누구를 위해서가 아닌 그대에게…(誰の為でもなく君に…) | 카와무라 류이치     | 카와무라 류이치 | 타야 마사아키                   | 「누구를 위해서가 아닌 그대에게…(誰の為でもなく君に…)」           | Strings Arrange：하야마 히로아키                |
| 06.20     | 카와무라 류이치 | J.E.1960                                            | 카와무라 류이치     | 카와무라 류이치 | 하야마 히로아키                 | 「Orange」                                                        |                                                 |
| 06.20     | 카와무라 류이치 | Timepieces                                          | 카와무라 류이치     | 카와무라 류이치 | 하야마 히로아키                 | 「Orange」                                                        |                                                 |
| 06.20     | 카와무라 류이치 | 사랑하는 꽃잎(恋する花びら)                         | 카와무라 류이치     | 카와무라 류이치 | 하야마 히로아키                 | 「Orange」                                                        |                                                 |
| 06.20     | 카와무라 류이치 | Profile                                             | 카와무라 류이치     | 카와무라 류이치 | 하야마 히로아키                 | 「Orange」                                                        |                                                 |
| 06.20     | 카와무라 류이치 | 이젠 나는(もう 僕は)                                | 요시다 미치코       | 카와무라 류이치 | 타야 마사아키                   | 「Orange」                                                        | Strings Arrange：하야마 히로아키                |
| 10.31     | 카와무라 류이치 | Once again                                          | 카와무라 류이치     | 카와무라 류이치 | 하야마 히로아키                 | 「Once again」                                                    |                                                 |
| 2008年    |                 |                                                     |                     |                 |                                 |                                                                   |                                                 |
| 1월 23일  | INORAN          | I swear                                             | INORAN              | INORAN          | INORAN,하야마 히로아키          | 「THE BEST」                                                      | Strings Arrange：하야마 히로아키                |
| 9월 24일  | INORAN          | Cheval's palcase is here                            | 요시다 미치코       | INORAN          | INORAN                          | 「apocalypse」                                                    | Chorus Arrange：하야마 히로아키                 |
| 9월 24일  | INORAN          | 천년꽃(千年花)                                      | 하야마 히로아키     | INORAN          | INORAN                          | 「apocalypse」                                                    | Chorus Arrange,Strings Arrange：하야마 히로아키 |
| 9월 24일  | INORAN          | Hydrangea                                           | INORAN              | INORAN          | INORAN                          | 「apocalypse」                                                    | Chorus Arrange：하야마 히로아키                 |
| 9월 24일  | INORAN          | 시간의 장렬(時の葬列)                               | INORAN              | INORAN          | INORAN                          | 「apocalypse」                                                    | Strings Arrange：하야마 히로아키                |
| 9월 24일  | INORAN          | Let me down                                         | INORAN              | INORAN          | INORAN                          | 「apocalypse」                                                    | Strings Arrange：하야마 히로아키                |
| 12월 24일 | INORAN          | Journey                                             | NAI-WEN YANG(faith) | INORAN          | 하야마 히로아키                 | 《Shadow》                                                        | Vocal & Chorus:훼이스 양                        |
| 2009년    |                 |                                                     |                     |                 |                                 |                                                                   |                                                 |
| 2월 4일   | 카와무라 류이치 | 녹색의 시(緑の詩)                                   | 카와무라 류이치     | 카와무라 류이치 | 하야마 히로아키                 | 《주인공(ヒロイン)》                                              |                                                 |